# Sala Antiga Iconografia Paulista

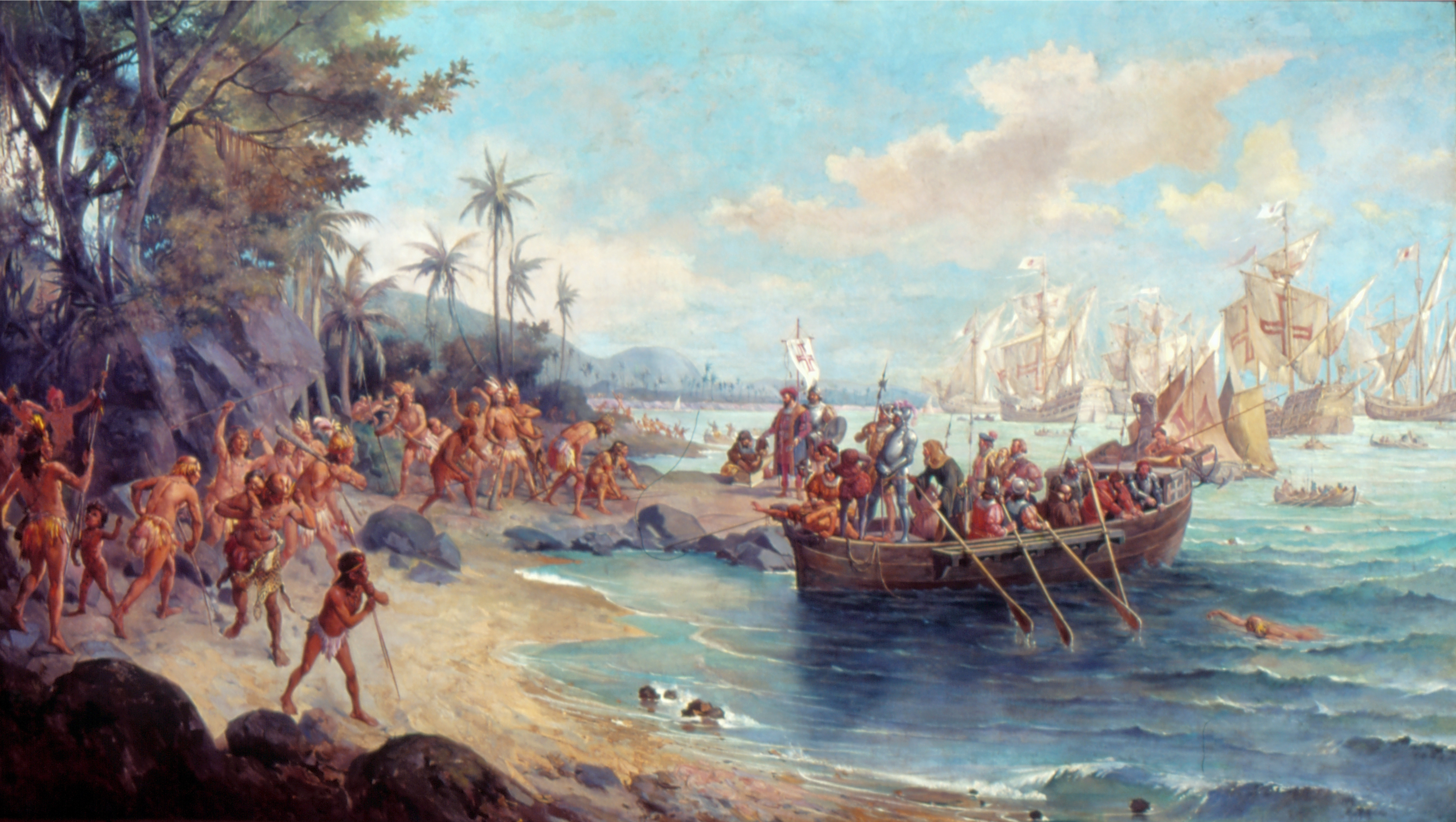
Desembarque de Pedro Álvares Cabral em Porto Seguro, 1500, de Oscar Pereira da Silva

Sala Antiga Iconografia Paulista ou Sala A-12 é uma sala de exposição no Museu do Ipiranga, criada em 1922, para reproduzir, através de pinturas, os mais antigos documentos iconográficos conhecidos sobre os aspectos da vida na Província de São Paulo e datados do início do século XIX. O idealizador da sala foi Afonso d’Escragnolle Taunay, que utilizou como matriz para a maior parte das obras presentes na sala desenhos e documentos produzidos por Hércules Florence, que Taunay considerava o "Patriarca da Iconografia Paulista".
As obras presentes na sala são reproduções de desenhos, muitas vezes não coloridos e em escala reduzida e, portanto, não representando de maneira eficaz a função pedagógica a que se propunham as exibições do museu organizadas por Taunay. Essas obras foram encomendadas por Taunay a artistas residentes em São Paulo ou estrangeiros de passagem pela cidade, muitas pagas a preços módicos, distinguindo-se das obras que compõem o eixo-monumental do museu, cujos artistas convidados pelo diretor faziam parte em sua maioria do círculo de pintores da Escola Nacional de Belas Artes do Rio de Janeiro.

## Lista de obras presentes na sala Antiga Iconografia Paulista
Segue uma lista de pinturas presentes na sala, citadas por Taunay no Guia da Secção Histórica do Museu Paulista, de 1937.
| Imagem | Nome da obra                                                                                   | Data           | Materiais utilizados | Coleção                                             | Versão audível |
| ------ | ---------------------------------------------------------------------------------------------- | -------------- | -------------------- | --------------------------------------------------- | -------------- |
|        | Carretão para beneficiar café - Campinas, 1850                                                 | 1920           | tinta a óleo         | Coleção Museu Paulista                              |                |
|        | Cavalhadas em Sorocaba - Corte de Cabeça, 1830                                                 | século XX      | tinta a óleo         | Coleção Museu Paulista Coleção Fundo Museu Paulista |                |
|        | Cavalhadas em Sorocaba - Desfile de Cavalos, 1830                                              | século XX      | tinta a óleo         | Coleção Museu Paulista Coleção Fundo Museu Paulista |                |
|        | Cavalhadas em Sorocaba - Mascarados na Arena, 1830                                             | século XX      | tinta a óleo         | Coleção Museu Paulista Coleção Fundo Museu Paulista |                |
|        | Cavalhadas em Sorocaba - Palanques e Desafio, 1830                                             | século XX      | tinta a óleo         | Coleção Museu Paulista Coleção Fundo Museu Paulista |                |
|        | Combate de Botocudos em Mogi das Cruzes                                                        | 1920           | tinta a óleo         | Coleção Museu Paulista                              |                |
|        | Construção de Açude - Fazenda Cachoeira - Campinas                                             | 1921           | tinta a óleo         | Coleção Museu Paulista                              |                |
|        | Dama Paulista, 1808                                                                            |                | tinta a óleo         | Coleção Museu Paulista                              |                |
|        | Dama de Porto Feliz com mucama, 1826                                                           | século XX      | tinta a óleo         | Coleção Museu Paulista Coleção Fundo Museu Paulista |                |
|        | Descanso no Eito - Campinas                                                                    | século XX      | tinta a óleo         | Coleção Museu Paulista Coleção Fundo Museu Paulista |                |
|        | Desembarque de Pedro Álvares Cabral em Porto Seguro, 1500                                      | 1900           | tinta a óleo         | Coleção Museu Paulista                              |                |
|        | Fazenda Soledade - Campinas, 1830                                                              | 1920           | tinta a óleo         | Coleção Museu Paulista                              |                |
|        | Fazenda da Barra - Campinas, 1840                                                              | 1920           | tinta a óleo         | Coleção Museu Paulista                              |                |
|        | Fazenda de Café do Vale do Paraíba                                                             |                | tinta a óleo         | Coleção Museu Paulista                              |                |
|        | Igreja de Santo Antonio, 1826                                                                  |                | tinta a óleo         | Coleção Museu Paulista                              |                |
|        | Monjolo Comum - Primórdios da Lavoura Paulista                                                 |                | tinta a óleo         | Coleção Museu Paulista                              |                |
|        | Monjolo de Rabo em Campinas                                                                    | 1922           | tinta a óleo         | Coleção Museu Paulista                              |                |
|        | Paulistas Antigos, 1825                                                                        |                | tinta a óleo         | Coleção Museu Paulista                              |                |
|        | Retrato do Capitão-Mor de Itú - Vicente da Costa Taques de Goes e Aranha, 1799                 | década de 1910 | tinta a óleo         | Coleção Museu Paulista Coleção Fundo Museu Paulista |                |
|        | Soldado da Legião Paulista na Cisplatina e Gaúcho                                              |                | tinta a óleo         | Coleção Museu Paulista                              |                |
|        | Tríptico: Cavalhadas em Sorocaba - Alcância das Canas, Desfile de Cristãos e Mouros, Argolinha | 1918           | tinta a óleo         | Coleção Museu Paulista                              |                |
|        | Volta do Eito - Fazenda Cachoeira, 1840                                                        | 1921           | tinta a óleo cânhamo | Coleção Fundo Museu Paulista Coleção Museu Paulista |                |